# Liste der Kunstwerke im öffentlichen Raum in Wien/Liesing
Diese Liste der Kunstwerke im öffentlichen Raum in Liesing enthält die im „Wien Kulturgut“ (digitalen Kulturstadtplan der Stadt Wien) gelisteten Kunstwerke im öffentlichen Raum (Public Art) im Bezirk Liesing.
Gedenktafeln sind in der Liste der Gedenktafeln und Gedenksteine in Wien/Liesing angeführt.

## Kunstwerke
| Foto |                 | Name                                                                                                  | Typ                                      | Standort                                                                               | Künstler                   | Datierung          | Beschreibung | Metadaten |
| ---- | --------------- | --- | ---------------------------------------- | -------------------------------------------------------------------------------------- | -------------------------- | ------------------ | --- | --- |
| ja   | Datei hochladen | Kaskadenbrunnen ID: 41865                                                                             | Profanplastiken/Kunst am Bau freistehend | Altmannsdorfer Straße / gegenüber Putzendoplergasse 12 Standort                        | Alfons Loner               | 1965               | Kunststeinplastik (als Brunnen nicht mehr in Betrieb) | Standort: Wohnhausanlage                                                                                                   |
| ja   | Datei hochladen | Eulenturm ID: 41763                                                                                   | Profanplastiken/Kunst am Bau freistehend | Altmannsdorfer Straße 164-182 / gegenüber Putzendoplergasse 22 / Gerögasse Standort    | Hans Knesl                 | 1965               | Natursteinplastik | Standort: Wohnhausanlage                                                                                                   |
| ja   | Datei hochladen | Weiblicher Torso ID: 41307                                                                            | Profanplastiken/Kunst am Bau freistehend | Altmannsdorfer Straße 164-182 / gegenüber Putzendoplergasse 26 Standort                | Alfred Czerny              | 1965               | Natursteinplastik | Standort: Wohnhausanlage                                                                                                   |
| ja   | Datei hochladen | Junge Menschen ID: 41288                                                                              | Profanplastiken/Kunst am Bau freistehend | Altmannsdorfer Straße 164-182 / gegenüber Putzendoplergasse 28 / Kwietongasse Standort | Siegfried Charoux          | ca. 1965           | Bronzeplastik | Standort: Wohnhausanlage                                                                                                   |
| ja   | Datei hochladen | Pietà ID: 76961                                                                                       | Sakrale Kleindenkmäler                   | Ambrosweg/Willergasse Standort                                                         |                            |                    | Pietà unter einem geschwungenen Zeltdach mit Glasmosaik als Hintergrund | |
| ja   | Datei hochladen | Figurale Form ID: 42420                                                                               | Profanplastiken/Kunst am Bau freistehend | Anton-Baumgartner-Straße 119 Standort                                                  | Hannes Turba               | 1971               | Plastik aus Lindabrunner Konglomerat | Standort: Öko-Schule |
| ja   | Datei hochladen | Klostermann Therese, Widerstandskämpferin-Denkmal ID: 76979                                           | Denkmäler                                | Anton-Heger-Platz/Klostermanngasse Standort                                            |                            |                    | Gedenkstein für die Widerstandskämpferin Therese Klostermann († 13. März 1944) | Standort: Gedenkstein in der Grünfläche.                                                                                   |
| ja   | Datei hochladen | Urbanibildstock ID: 47533                                                                             | Sakrale Kleindenkmäler                   | gegenüber Aschbachgasse 16, Kadoltsberg. Standort                                      |                            |                    | Bildnis des hl. Urbanus in einem vergitterten Kasten mit Dreiecksgiebel auf einem Holzpfahl | Standort: In den Weingärten                                                                                                |
| ja   | Datei hochladen | Kriegerdenkmal 1914–1918, 1939–1945 – Denkmal ID: 76565 HERIS-ID: 5045 Objekt-ID: 907                 | Denkmäler                                | Atzgersdorf, Kirchenplatz 1. Standort                                                  | Franz Aufhauser            |                    | Dreiteilige Wand mit pfeilerartigem Mittelteil, in dem eine Maria Immaculata (siehe eigenen Eintrag) integriert ist | Standort: Atzgersdorf. |
| ja   | Datei hochladen | Maria Immaculata – Kriegerdenkmal ID: 47529 HERIS-ID: 5045 Objekt-ID: 907                             | Denkmäler                                | Atzgersdorf, Kirchenplatz Standort                                                     | Cesare Antonio Canavese    | 1. Drittel 18. Jh. | Die in das Denkmal integrierte Marienstatue steht unterhalb eines vorhangartigen Baldachin auf einer Weltkugel, die sich wiederum auf einer Wolkensäule mit Puttenköpfen befindet. | Standort: Hinter der Atzgersdorfer Pfarrkirche                                                                             |
| ja   | Datei hochladen | Spielende Kinder ID: 42099                                                                            | Profanplastiken/Kunst am Bau freistehend | Basler Gasse 21 Standort                                                               | Erich Pieler               |                    | Bronzeplastik | Standort: Siebenhirten, Wohnhausanlage, Stg. 19                                                                            |
| ja   | Datei hochladen | Kinderobelisk ID: 42506                                                                               | Profanplastiken/Kunst am Bau freistehend | Breitenfurter Straße 184-196 Standort                                                  | Rudolf Schwaiger           | 1963               | Plastik aus Konglomerat | Standort: Atzgersdorf, Wohnhausanlage                                                                                      |
| ja   | Datei hochladen | Ansicht von Atzgersdorf um 1840 ID: 57016                                                             | Profanplastiken/Kunst am Bau freistehend | Breitenfurter Straße 184-196 Standort                                                  | Ferdinand Welz             | 1964               | Freistehende Reliefwand aus Kunststein, die Rückseite fungiert als Erklärungstafel zur Wohnhausanlage | Standort: Atzgersdorf |
| ja   | Datei hochladen | Kandlkapelle ID: 47522 HERIS-ID: 5733 Objekt-ID: 1604                                                 | Sakrale Kleindenkmäler                   | gegenüber Breitenfurter Straße 198 Standort                                            |                            | Anfang 19. Jh.     | Die klassizistische Kapelle auf dreieckigem Grundriss ist an der Frontseite durch Pilaster mit Akanthusblättern und Puttenköpfen gegliedert, die beiden anderen Seiten zeigen ein Kreuzrelief. In der größeren der beiden vergitterten Nischen befindet sich ein hölzernes Kruzifix, in der kleineren eine Nepomukstatue aus der 2. Hälfte des 18. Jahrhunderts. | |
| ja   | Datei hochladen | Vater und Sohn ID: 41324                                                                              | Profanplastiken/Kunst am Bau freistehend | Breitenfurter Straße 291-311 Standort                                                  | Oskar Bottoli              | 1979               | Kalksteinplastik | Standort: Atzgersdorf – Wohnhausanlage                                                                                     |
| ja   | Datei hochladen | Mutter mit Kindern ID: 42497                                                                          | Profanplastiken/Kunst am Bau freistehend | Breitenfurter Straße 292 / Loosgasse Standort                                          | Hilde Uray                 | 1957               | Natursteinplastik | Standort: Wohnhausanlage, Wilhelm-Hartl-Hof                                                                                |
| ja   | Datei hochladen | Sirenen ID: 42533                                                                                     | Profanplastiken/Kunst am Bau freistehend | Breitenfurter Straße 381a Standort                                                     | Herbert Schwarz            | 1968               | Skulptur aus Lafarge-Zement und Kupferplatten | Standort: Wohnhausanlage                                                                                                   |
| ja   | Datei hochladen | Schreitende menschliche Figur ID: 42272                                                               | Profanplastiken/Kunst am Bau freistehend | Breitenfurter Straße 401-413 Standort                                                  | Josefine Sokole            | ca. 1987           | Kunststeinplastik | Standort: Wohnhausanlage                                                                                                   |
| ja   | Datei hochladen | Plastik „Mahnmal: Schatten und Licht“ ID: 41089                                                       | Profanplastiken/Kunst am Bau freistehend | Breitenfurter Straße 401-413 Standort                                                  | Rob Krier-Schwanberg       |                    | Doppelfigur (2 Torsi) aus Polyester | Standort: Wohnhausanlage                                                                                                   |
| ja   | Datei hochladen | Steinskulptur „Faun“ ID: 78603                                                                        | Profanplastiken/Kunst am Bau freistehend | Breitenfurter Straße 419 Standort                                                      |                            |                    | hockende Figur oberhalb von drei Wasserschalen | Standort: Liesing |
| ja   | Datei hochladen | Weibliche Figur ID: 41309                                                                             | Profanplastiken/Kunst am Bau freistehend | Breitenfurter Straße 519 – 521 Standort                                                | Oskar Bottoli              | 1974               | Bronzeplastik | |
| ja   | Datei hochladen | Kruzifix ID: 76972 HERIS-ID: 5051 Objekt-ID: 913                                                      | Sakrale Kleindenkmäler                   | Breitenfurter Straße. Standort                                                         |                            |                    | Es handelt sich um ein einarmiges Metallkreuz mit Endkreuzen an den Balken und bronziertem Corpus. | Standort: gegenüber Haselbrunner Straße. Im Garten.                                                                        |
| ja   | Datei hochladen | 2 Plastiken „Eber“ ID: 41382                                                                          | Profanplastiken/Kunst am Bau freistehend | Canavesegasse 9-15 Standort                                                            | Hubert Fiala               | 1958               | Zwei Natursteinplastiken | Standort: Atzgersdorf, Wohnhausanlage                                                                                      |
| ja   | Datei hochladen | Sitzende Frau ID: 41297                                                                               | Profanplastiken/Kunst am Bau freistehend | Dr.-Barilits-Gasse 2-4 Standort                                                        | Oskar Bottoli              | 1959               | Natursteinplastik | Standort: Mauer – Wohnhausanlage, Stg. 7                                                                                   |
| ja   | Datei hochladen | Kriegerdenkmal 1914–1918 – Denkmal ID: 76555                                                          | Denkmäler                                | Draschestraße. Standort                                                                |                            |                    | Obelisk auf pyramidenartigem Sockel, an dem Gedenktafeln angebracht sind und der von einem metallenen Adler auf einer Kanonenkugel bekrönt wird | Standort: vor Kirche. Inzersdorf.                                                                                          |
| ja   | Datei hochladen | Weißes Kreuz ID: 47535                                                                                | Sakrale Kleindenkmäler                   | Dreiständegasse / Rudolf-Waisenhorn-Gasse 101 Standort                                 |                            | ca. 1900           | Über einem Stufensockel befindet sich ein geweißter Breitpfeiler mit einer vergitterten Segmentbogennische, in der sich eine Marienstatue befindet. Im Dreiecksgiebel ist aus dem Putz ein einarmiges Kreuz auf dreieckigem Postament herausgearbeitet. Abgeschlossen wird der Breitpfeiler durch ein Satteldach.                                                | Standort: Auf der Verkehrsinsel                                                                                            |
| ja   | Datei hochladen | Vierergericht ID: 41298                                                                               | Profanplastiken/Kunst am Bau freistehend | Elisenstraße 28-30 / Kostgasse Standort                                                | Oskar Bottoli              | ca. 1959           | Freistehendes Natursteinrelief | Standort: Wohnhausanlage                                                                                                   |
| ja   | Datei hochladen | Spielplastik „Junge Steinböcke und Hase“ ID: 41347                                                    | Profanplastiken/Kunst am Bau freistehend | Elisenstraße 110-116 Standort                                                          | Maria J. van Everdingen    | 1954               | Bronzefiguren | Standort: Wohnhausanlage – Rodaun                                                                                          |
| ja   | Datei hochladen | Hl.-Johannes-von-Nepomuk-Kapelle ID: 47519 HERIS-ID: 5042 Objekt-ID: 904                              | Sakrale Kleindenkmäler                   | Endresstraße 93 / 95 Standort                                                          | Sebastian Cichine          | 1719               | Der kleine Kapellenbau auf quadratischem Grundriss weist eine pilastergerahmte Giebelfront mit vergitterter Rundbogentüröffnung und an den Seitenfassaden Ovalfenster auf, abgeschlossen ist er von einem blechernen Mansarddach. Im überkuppelten Innenraum befindet sich auf einem geschwungenen Kastenaltar eine Figur des hl. Johannes Nepomuk.              | |
| ja   | Datei hochladen | Kriegerdenkmal 1914–1918 – Denkmal ID: 76959                                                          | Denkmäler                                | Erlaaer Straße 88. Standort                                                            |                            | 1932               | Felsblock mit einem Metalladler als Aufsatz | Standort: Beim Friedhofseingang.                                                                                           |
| ja   | Datei hochladen | Wäscherinnen / Mütter mit Kindern ID: 41856                                                           | Profanplastiken/Kunst am Bau freistehend | Erlaaer Straße 131-133 Standort                                                        | Walter Leitner             | ca. 1965           | Natursteintafel mit zwei Reliefs | Standort: Erlaa – Wohnhausanlage                                                                                           |
| ja   | Datei hochladen | Servatius-Statue ID: 76964                                                                            | Sakrale Kleindenkmäler                   | Färbermühlgasse 6 Standort                                                             | Adolf Treberer-Treberspurg | 1955               | Die Statue des Pfarrpatrons Servatius befindet sich vor der Pfarrkirche Liesing. Der Heilige ist als Bischof gekleidet und trägt Holzschuhe (sein Attribut) in der Hand. | Standort: Kirche |
| ja   | Datei hochladen | Färber Vulgo: Färbergruppe ID: 42505                                                                  | Profanplastiken/Kunst am Bau freistehend | Färbermühlgasse 11 Standort                                                            | Rudolf Schwaiger           | 1966               | Plastik aus Konglomeratstein | Standort: Liesing, Wohnhausanlage                                                                                          |
| ja   | Datei hochladen | Trinkbrunnen ID: 41991                                                                                | Profanplastiken/Kunst am Bau freistehend | Färbermühlgasse 14 Standort                                                            | Susanne Peschke-Schmutzer  | 1967               | Kunststeinskulptur mit Kupferrelief | Standort: Liesing, Wohnhausanlage, Stg. 5                                                                                  |
| ja   | Datei hochladen | Plastik „Tropfen“ ID: 41785                                                                           | Profanplastiken/Kunst am Bau freistehend | Färbermühlgasse 15 Standort                                                            | Hermann Kosel              | 1967               | Kunststeinplastik mit Glasmosaik | Standort: Wohnhausanlage, Liesing                                                                                          |
| ja   | Datei hochladen | Kapelle ID: 47524                                                                                     | Sakrale Kleindenkmäler                   | Franz-Parsche-Gasse / Ecke Seybelgasse Standort                                        |                            | 1884               | Der kapellenartige Breitpfeiler hat einen Dreiecksgiebel und Pilastergliederung, in der Rundbogenöffnung mit verglaster Holztüre befindet sich eine Madonnenstatue aus neuerer Zeit. | Standort: Am Rande des Grundstücks                                                                                         |
| ja   | Datei hochladen | Kriegerdenkmal Vulgo: Ehemaliges Wegkreuz ID: 47527                                                   | Denkmäler                                | Franz-Asenbauer-Gasse Standort                                                         |                            | 19. Jh.            | Das reich verzierte Metallkreuz auf Betonsockel fungiert heute als Kriegerdenkmal. | Standort: Rotdürren, Kadoltsberg – In den Weingärten, auf der rechten Seite, bevor der Weg eine starke Linksbiegung macht. |
| ja   | Datei hochladen | Weißes Kreuz ID: 47534                                                                                | Sakrale Kleindenkmäler                   | gegenüber Franz-Asenbauer-Gasse 51 Standort                                            |                            | Anfang 20. Jh.     | Der Bildstock mit gestuftem Dreiecksgiebel hat ein mit Holzschindeln gedecktes Satteldach. In einer vergitterten Segmentbogennische befindet sich eine Holzstatue von Maria mit Kind. | Standort: Im Grünen |
| ja   | Datei hochladen | Mariensäule ID: 47532                                                                                 | Sakrale Kleindenkmäler                   | Franz-Graßler-Gasse 106 / Ruzickagasse Standort                                        |                            |                    | Darstellung einer Maria Immaculata auf einer Säule, die sich über einem hochrechteckigen Sockel erhebt | Standort: Im privaten Gartenbereich.                                                                                       |
| ja   | Datei hochladen | Sprießendes ID: 42605                                                                                 | Profanplastiken/Kunst am Bau freistehend | Fürst-Liechtenstein-Straße 17 Standort                                                 | Herbert Wasenegger         |                    | Natursteinplastik | Standort: Rodaun – Schule                                                                                                  |
| ja   | Datei hochladen | Die Baukunst ID: 41871                                                                                | Profanplastiken/Kunst am Bau freistehend | Gregorygasse 28 Standort                                                               | Franz Luby                 | ca. 1966           | Reliefstele aus Naturstein | Standort: Wohnhausanlage                                                                                                   |
| ja   | Datei hochladen | Abstrakte Darstellung ID: 41952                                                                       | Profanplastiken/Kunst am Bau freistehend | Gregorygasse 30 Standort                                                               | Ernst Paar                 | ca. 1966           | Mit farbigem Dickglas belegtes Betonobjekt | Standort: Erlaa – Wohnhausanlage                                                                                           |
| ja   | Datei hochladen | Jungochse ID: 42576                                                                                   | Profanplastiken/Kunst am Bau freistehend | Gregorygasse 47 / Karl-Scheiber-Gasse Standort                                         | Gabriele Waldert           | ca. 1969           | Bronzeplastik | Standort: Erlaa, Wohnhausanlage                                                                                            |
| ja   | Datei hochladen | Hl. Johannes von Nepomuk ID: 47515 HERIS-ID: 5047 Objekt-ID: 909                                      | Sakrale Kleindenkmäler                   | Gütenbachstraße / Ecke Breitenfurter Straße Standort                                   |                            | ca. 1900           | Die gusseiserne Statue des hl. Johannes Nepomuk ohne dem üblichen Kreuz in der Hand steht auf einem Sockel mit neugotischen Verzierungen innerhalb einer Einfriedung. | Standort: Direkt an der Kreuzung                                                                                           |
| ja   | Datei hochladen | Bildstock ID: 47539                                                                                   | Sakrale Kleindenkmäler                   | gegenüber Gütenbachstraße 16 Standort                                                  |                            | ca. 1900           | Dieser Vierkantpfeiler auf Sockel hat ein einfaches Gesims und darüber eine putzumrahmte vergitterte Rundbogennische an der Vorderseite, in der sich die farbig gefasste Figur des hl. Josef mit Kind befindet. Bekrönt wird er von einem stark vorkragenden mit Ziegeln gedeckten Zeltdach mit durchbrochenem Metallkreuz.                                      | Standort: Gegenüber von Gütenbachstraße 16, in der Wiese                                                                   |
| ja   | Datei hochladen | Türkenkreuz ID: 48552                                                                                 | Sakrale Kleindenkmäler                   | Gutheil-Schoder-Gasse 17 / Verlängerung der Zanaschkagasse bei der A 23 Standort       |                            | Ende 17. Jh. (?)   | Dieser Vierkantpfeiler steht bei einem angeblichen Massengrab aus den Türkenkriegen. Er weist Putzfelder auf, ist durch ein Gesims zweigeteilt und von einem Zeltdach mit Sternkreuz bekrönt. | Standort: Auf dem Gelände der Firma Kapsch                                                                                 |
| ja   | Datei hochladen | Leopard ID: 42429                                                                                     | Profanplastiken/Kunst am Bau freistehend | Gutheil-Schoder-Gasse 68-76 Standort                                                   | Elisabeth Turolt           |                    | Kunststeinplastik | Standort: Wohnhausanlage, Inzersdorf, Neu-Steinhof                                                                         |
| ja   | Datei hochladen | Spielplastik „Elefant“ ID: 42698                                                                      | Profanplastiken/Kunst am Bau freistehend | Gutheil-Schoder-Gasse 68-76 Standort                                                   | Susanne Peschke-Schmutzer  | ca. 1960           | Kunststeinplastik mit Mosaiken | Standort: Inzersdorf, Neu-Steinhof, Kinderspielplatz                                                                       |
| ja   | Datei hochladen | Mutter mit Kindern ID: 41834                                                                          | Profanplastiken/Kunst am Bau freistehend | Hochwassergasse / Pfarrgasse Standort                                                  | Alfred Matzke              | ca. 1964           | Kunststeinplastik | Standort: Inzersdorf, Wohnhausanlage                                                                                       |
| ja   | Datei hochladen | Hl. Johannes von Nepomuk ID: 47517                                                                    | Sakrale Kleindenkmäler                   | Hochwassergasse 38 Standort                                                            |                            | Mitte 18. Jh.      | In einer blechgedeckten Nische mit Einfriedung in der Gartenmauer des Maria-Theresien-Schlössls in Inzersdorf befindet sich eine Statue des hl. Johannes Nepomuk. | Standort: Nische in der Garteneinfriedung                                                                                  |
| ja   | Datei hochladen | Hl Johannes von Nepomuk ID: 47516                                                                     | Sakrale Kleindenkmäler                   | Jesuitenkolleg Kalksburg Standort                                                      |                            | 4. Viertel 18. Jh. | Die Figur des hl. Johannes Nepomuk im ehemaligen Mack'schen Landschaftsgarten befindet sich in der Rundbogennische eines unverputzten Breitpfeilers. | Standort: Im Areal des Kollegs – westliches Ende                                                                           |
| BW   | Datei hochladen | Reh mit zwei Jungen ID: 41497                                                                         | Profanplastiken/Kunst am Bau freistehend | Kanitzgasse 8 Standort                                                                 | Gertrude Fronius           |                    | Bronzeplastik | Standort: Mauer – Adolf-Lorenz-Schule für schwerstbehinderte Kinder (früher Freisingergasse 8)                             |
| ja   | Datei hochladen | Komposition ID: 41558                                                                                 | Profanplastiken/Kunst am Bau freistehend | Karl-Schwed-Gasse 75 / Marktgemeindegasse Standort                                     | Franz Xaver Hauser         | 1966               | Natursteinplastik | Standort: Wohnhausanlage                                                                                                   |
| ja   | Datei hochladen | Baum mit Vögeln ID: 42148                                                                             | Profanplastiken/Kunst am Bau freistehend | Ketzergasse 40 / Nowakgasse Standort                                                   | Ilse Pompe-Niederführ      |                    | Plastik aus farbigem Kunststein | Standort: Siebenhirten, Wohnhausanlage Hans-Weber-Hof                                                                      |
| ja   | Datei hochladen | Wappenstein 1924 ID: 91364                                                                            | Denkmäler                                | Ketzergasse 312-314 Standort                                                           |                            |                    | Bekrönter Wappenstein auf einem Sockel mit dem Wappen von Liesing und der Jahreszahl 1924 | |
| ja   | Datei hochladen | Hl. Donatus ID: 47512 HERIS-ID: 5063 Objekt-ID: 925                                                   | Sakrale Kleindenkmäler                   | gegenüber Ketzergasse 399 Standort                                                     |                            | 1730               | Statue des hl. Donatus mit seinen typischen Attributen: Sichel, Ährenbüschel, Trauben | Standort: Engelbert-Schliemann-Park                                                                                        |
| ja   | Datei hochladen | Erkerbildstock ID: 47542                                                                              | Sakrale Kleindenkmäler                   | Ketzergasse 415/417 Standort                                                           |                            |                    | Der erkerartige Bildstock in der Fassade der Häuser hat einen runden Abschluss mit Blechüberdachung, in der Rundbogennische befindet sich eine Marienstatue. | Standort: In die Fassade beider Häuer integriert                                                                           |
| ja   | Datei hochladen | Plastik „O.T.“ ID: 41091                                                                              | Profanplastiken/Kunst am Bau freistehend | Kolbegasse 44 Standort                                                                 | Hans Kupelwieser           |                    | Skulptur aus getriebenem Aluminium | Standort: Inzersdorf – Wohnhausanlage                                                                                      |
| ja   | Datei hochladen | Marienkapelle (Breitpfeiler) ID: 47530                                                                | Sakrale Kleindenkmäler                   | Kroissberggasse 22 Standort                                                            |                            | Ende 19. Jh.       | Der Kapellenbau hat eine vergitterte Rundbogenöffnung, Pilasterrahmung und ein Walmdach mit Kreuz. In der Tonnennische befindet sich eine Marienstatue. | Standort: Von der Straßenflucht zurückgesetzt                                                                              |
| ja   | Datei hochladen | Pflug-Feld ID: 41627                                                                                  | Profanplastiken/Kunst am Bau freistehend | Laxenburger Straße 367 Standort                                                        | Oskar Höfinger             | 1973               | Nirosta-Plastik | Standort: Inzersdorf Großmarkt, vor dem Verwaltungsgebäude                                                                 |
| ja   | Datei hochladen | Kapelle ID: 47523 HERIS-ID: 5730 Objekt-ID: 1601                                                      | Sakrale Kleindenkmäler                   | Lemböckgasse 3 Standort                                                                |                            | Anfang 19. Jh.     | In diesem Rechteckbau mit Obeliskenansätzen, geschweiftem Giebel und Dachreiter befindet sich eine spätbarocke Kreuzigungsgruppe. | Standort: Nicht direkt an der Straße                                                                                       |
| ja   | Datei hochladen | Augenzentrum Vulgo: Ballspielanlage „Zielscheiben“ ID: 41956                                          | Profanplastiken/Kunst am Bau freistehend | Marktgemeindegasse 44-50 Standort                                                      | Hermann Painitz            | 1970               | Stahlkonstruktion mit Aluplatten und Autolack sowie Email | Standort: Wohnhausanlage Mauer                                                                                             |
| ja   | Datei hochladen | Kriegerdenkmal am Maurer Hauptplatz 1914–1918, mit Tafeln Zweiter Weltkrieg – Denkmal ID: 76560       | Denkmäler                                | Maurer Hauptplatz Standort                                                             | Sepp Haberl                |                    | Figur eines knienden Soldaten auf einem steinernen Pyramidenstück mit Inschriftentafel | Standort: Mauer |
| ja   | Datei hochladen | Zwei liegende Menschen mit Kind ID: 41924                                                             | Profanplastiken/Kunst am Bau freistehend | Oktaviangasse 5-7 / Barakgasse 23 Standort                                             | Karl Nieschlag             | 1959               | Natursteinplastik | Standort: Wohnhausanlage                                                                                                   |
| ja   | Datei hochladen | Plastik „Sonne“ ID: 41944                                                                             | Profanplastiken/Kunst am Bau freistehend | Oktaviangasse 20 Standort                                                              | Ferdinand Opitz            |                    | Natursteinplastik | Standort: Wohnhausanlage, Park, Liesing                                                                                    |
| ja   | Datei hochladen | Badende ID: 41450                                                                                     | Profanplastiken/Kunst am Bau freistehend | Perchtoldsdorfer Straße 14 Standort                                                    | Margarete Hanusch          |                    | Kalksteinplastik | Standort: Liesing vor dem Bad                                                                                              |
| ja   | Datei hochladen | Schreitende ID: 42489                                                                                 | Profanplastiken/Kunst am Bau freistehend | Perfektastraße 2 / Altmannsdorfer Straße / Erlaaer Straße 154-158 Standort             | Rudolf Schwaiger           | ca. 1955           | Natursteinplastik | Standort: Wohnhausanlage                                                                                                   |
| ja   | Datei hochladen | Johannes-von-Nepomuk-Kapelle ID: 47520 HERIS-ID: 5062 Objekt-ID: 924                                  | Sakrale Kleindenkmäler                   | Promenadenweg / Ecke An der Au Standort                                                |                            | 1766               | Diese Kapelle hat eine breite Korbbogenöffnung, Pilasterrahmung, Dreieckgiebel, zwei Ovalfenster an der Rückwand und wird durch ein Satteldach abgeschlossen. In einem Tonnengewölbe mit Fresken befindet sich eine ältere Figur des hl. Johannes Nepomuk. | Standort: Neben dem Bach und der Brücke in einer kleinen Grünanlage.                                                       |
| ja   | Datei hochladen | Kruzifix ID: 47536                                                                                    | Sakrale Kleindenkmäler                   | Promenadenweg 3, Kollegium Kalksburg Standort                                          |                            | Ende 19. Jh.       | Kruzifiy mit geschwungener Überdachung am Polygonalschluss der Kollegskapelle | Standort: Jesuitenkolleg Kalksburg Am Polygonalschluss der Kollegskapelle                                                  |
| ja   | Datei hochladen | Maria Immaculata ID: 47537                                                                            | Sakrale Kleindenkmäler                   | Promenadenweg 3, Kollegium Kalksburg Standort                                          |                            | 1906               | Auf einem Steinsockel mit Jugendstildekor und Inschrift, der sich in einem Becken mit Blumen befindet, steht eine metallene Immaculata-Figur. | Standort: Jesuitenkolleg Kalksburg – in der Hauptachse des Hauptgebäudes                                                   |
| ja   | Datei hochladen | Bildbaum ID: 47538                                                                                    | Sakrale Kleindenkmäler                   | Promenadenweg 3, Kollegium Kalksburg Standort                                          |                            | ca. 1900 (?)       | Reich verzierter Holzkasten mit Christusbild | Standort: Im Park des Jesuitenkollegs Kalksburg                                                                            |
| ja   | Datei hochladen | Statuarische Komposition ID: 42110                                                                    | Profanplastiken/Kunst am Bau freistehend | Prückelmayrgasse 6 Standort                                                            | Josef Pillhofer            |                    | Natursteinplastik | Standort: Mauer, Volksschule                                                                                               |
| ja   | Datei hochladen | Zwei Kinder ID: 78606                                                                                 | Profanplastiken/Kunst am Bau freistehend | Pülslgasse 28 Standort                                                                 |                            | 1908 (?)           | Steinskulptur | Standort: Liesing – vor der Schule                                                                                         |
| ja   | Datei hochladen | Plastik „Hahn mit Hennen“ ID: 41392                                                                   | Profanplastiken/Kunst am Bau freistehend | Putzendoplergasse 10 Standort                                                          | Fred Gillesberger          |                    | Bronzeplastik, seit 2013 am jetzigen Standort | Standort: Kindergarten |
| ja   | Datei hochladen | Spielbaum ID: 42149                                                                                   | Profanplastiken/Kunst am Bau freistehend | Putzendoplergasse 10 Standort                                                          | Ilse Pompe-Niederführ      |                    | farbige Kunststeinplastik, seit 2013 am jetzigen Standort | Standort: Kindergarten |
| ja   | Datei hochladen | Kriegerdenkmal Erster und Zweiter Weltkrieg (Pieta) – Denkmal ID: 76586 HERIS-ID: 5061 Objekt-ID: 923 | Denkmäler                                | Rodauner Kirchenplatz. Standort                                                        | Richard Kauffungen         | 1937               | Kriegerdenkmal in Form einer Pietà | Standort: Rodaun. |
| ja   | Datei hochladen | Christusstatue ID: 47543 HERIS-ID: 5060 Objekt-ID: 922                                                | Sakrale Kleindenkmäler                   | Rodauner Kirchenplatz Standort                                                         |                            | 1881               | Gusseiserne Statue von Christus auf der Weltkugel mit der Fahne in der Hand auf neugotischem Sockel | Standort: Vor Haus Nr. 1                                                                                                   |
| ja   | Datei hochladen | Bildstock ID: 47541                                                                                   | Sakrale Kleindenkmäler                   | Rodauner Straße / Ecke Anton-Krieger-Gasse Standort                                    |                            | 1911               | In die Gartenmauer integrierter Breitpfeiler mit Satteldach und kantigen Voluten, in dem sich eine Figur der hl. Corona befindet | |
| ja   | Datei hochladen | Bildstock ID: 47540                                                                                   | Sakrale Kleindenkmäler                   | Rosiwalgasse Standort                                                                  |                            |                    | Auf einem volutenverzierten Sockel befindet sich ein Pfeiler mit Tabernakelaufsatz, der in einer Rundbogennische eine Reliefdarstellung von Maria mit dem Kind aufweist und mit einem volutenverzierten Satteldach bekrönt ist. | Standort: Auf einem Betriebsgelände, vor der Bahnunterführung                                                              |
| ja   | Datei hochladen | Diskuswerfer ID: 42397                                                                                | Profanplastiken/Kunst am Bau freistehend | Rudolf-Zeller-Gasse 12-14 Standort                                                     | Fritz Tiefenthaler         | ca. 1960           | Natursteinplastik | Standort: Wohnhausanlage                                                                                                   |
| ja   | Datei hochladen | Tiger ID: 41383                                                                                       | Profanplastiken/Kunst am Bau freistehend | Rudolf-Zeller-Gasse 16 Standort                                                        | Hubert Fiala               | ca.1963            | Natursteinplastik | Standort: Wohnhausanlage                                                                                                   |
| ja   | Datei hochladen | Nansen, Fridtjof (1861–1930, Forscher, Politiker, Friedensnobelpreisträger) – Denkmal ID: 76559       | Denkmäler                                | Rudolf-Zeller-Gasse 50-52, Fridtjof-Nansen-Park Standort                               |                            |                    | Fels mit Büste von Fridtjof Nansen | Standort: Atzgersdorf, Fridtjof-Nansen-Park.                                                                               |
| ja   | Datei hochladen | Die Trennung ID: 41681                                                                                | Profanplastiken/Kunst am Bau freistehend | Rudolf-Zeller-Gasse 69 Standort                                                        | Stephan Kamenyeczky        | 1968               | Natursteinplastik | Standort: Wohnhausanlage, Stg. 14                                                                                          |
| ja   | Datei hochladen | Abspaltend – Neugeburtlich ID: 42607                                                                  | Profanplastiken/Kunst am Bau freistehend | Rudolf-Zeller-Gasse 71 / Lodrongasse Standort                                          | Herbert Wasenegger         | 1975               | Plastik aus Margarethner Kalksandstein | Standort: Wohnhausanlage                                                                                                   |
| ja   | Datei hochladen | Kapellenbildstock ID: 47526 HERIS-ID: 14214 Objekt-ID: 10446                                          | Sakrale Kleindenkmäler                   | Scherbangasse Standort                                                                 |                            | 1891               | Der kapellenartige Bildstock mit gotisierender Nische und Pyramidendach bei der Bahntrasse steht am ehemaligen Standort des 1761 in die Atzgersdorfer Pfarrkirche verlegten Fieberkreuzes. | |
| ja   | Datei hochladen | Ibis ID: 41587                                                                                        | Profanplastiken/Kunst am Bau freistehend | Schlimekgasse 10 / Peterlinigasse Standort                                             | Alois Heidel               | 1954               | Bronzeplastik am 4. Juli 2018 nicht am Standort (Bautätigkeiten am Gebäude) | Standort: Wohnhausanlage                                                                                                   |
| ja   | Datei hochladen | Widerstandsdenkmal für Franz Heindl und Viktor Mrnustik – Denkmal ID: 76557                           | Denkmäler                                | Siebenhirtenstraße 16 Standort                                                         |                            |                    | Steinernes stufenförmiges Denkmal, das von einer steinernen Flamme bekrönt wird | Standort: Siebenhirten – vor dem Friedhof Liesing.                                                                         |
| ja   | Datei hochladen | Kapelle Vulgo: Kreuzkapelle ID: 47525 HERIS-ID: 4722 Objekt-ID: 578                                   | Sakrale Kleindenkmäler                   | Speisinger Straße 230 / Ecke Franz-Asenbauer-Gasse Standort                            |                            | 1823               | Die ehemalige Kapelle des Maurer Friedhofes ist ein quadratischer Kapellenbau mit Pilastergliederung, hoher Rundbogenöffnung und einem profilierten Flachgiebel. Im Giebelfeld befindet sich die Reliefdarstellung der Frauen am Grab, in der Nische ein monumentales Holzkruzifix aus dem 1. Viertel des 19. Jahrhunderts.                                      | Standort: Speisinger Straße 230 – auf dem Areal des Kindergartens                                                          |
| ja   | Datei hochladen | Magna-Mater-Brunnen ID: 58663 HERIS-ID: 4724 Objekt-ID: 580                                           | Brunnen                                  | gegenüber Speisinger Straße 258, Maurer Rathauspark Standort                           | Anton Hanak                | 1925               | Allegorische Darstellung der Mutterliebe aus Laaser Marmor mit Bronzeschlangen | Standort: Maurer Rathauspark                                                                                               |
| ja   | Datei hochladen | Athlet ID: 78623 HERIS-ID: 4724 Objekt-ID: 580                                                        | Profanplastiken/Kunst am Bau freistehend | Speisinger Straße, Maurer Rathauspark Standort                                         | Oskar Thiede               | 1926               | Steinfigur eines knienden Athleten, der die Arme abgewinkelt ausstreckt | Standort: Maurer Rathauspark                                                                                               |
| ja   | Datei hochladen | Bhutan-Kulturdenkmal (Stupa) ID: 91366                                                                | Denkmäler                                | Speisinger Straße / Rosenhügelstraße Standort                                          |                            | 2010               | Ein kleiner Chörten im traditionell bhutanesischen Stil, auf den hier befindlichen Druk-Yul-Park Bezug nehmend | Standort: Druk Yul Park |
| ja   | Datei hochladen | Bhutan-Kulturdenkmal (Mani-Mauer) ID: 91459                                                           | Denkmäler                                | Speisinger Straße / Rosenhügelstraße Standort                                          |                            | 2012               | Eine Mani-Mauer im traditionell bhutanesischen Stil, auf den hier befindlichen Druk-Yul-Park Bezug nehmend | Standort: Druk Yul Park |
| ja   | Datei hochladen | Wegkreuz Vulgo: Rotes Kreuz ID: 47528                                                                 | Sakrale Kleindenkmäler                   | Vösendorfer Straße Standort                                                            |                            |                    | Holzkreuz mit Metallkorpus auf aus Ziegeln gemauertem Sockel | Standort: Am Beginn des Radweges                                                                                           |
| ja   | Datei hochladen | Die Bären ID: 41616                                                                                   | Profanplastiken/Kunst am Bau freistehend | Wiener Flur – Basler Gasse 50-66 Standort                                              | Josef Hladik               |                    | Drei Natursteinplastiken | Standort: Wohnhausanlage                                                                                                   |
| ja   | Datei hochladen | Skulptur „Nordtor“ ID: 78626                                                                          | Profanplastiken/Kunst am Bau freistehend | Wiener Flur – Basler Gasse 50-66 Standort                                              | Peter Braunsteiner         | ca. 1980           | Zwei blau lackierte schräg zueinanderstehende Stahlkörper, an denen wetterfahnenartige abstrakte Tierfiguren angebracht sind | Standort: Siebenhirten |
| ja   | Datei hochladen | Skulptur „Sonnenbogen“ ID: 78628                                                                      | Profanplastiken/Kunst am Bau freistehend | Wiener Flur – Basler Gasse 50-66 Standort                                              | Robert Stieg               | ca. 1980           | Flacher Stahlbogen, der über dem Weg gespannt ist | Standort: Siebenhirten |
| ja   | Datei hochladen | Skulptur „Tagtraumbrücke“ ID: 78632                                                                   | Profanplastiken/Kunst am Bau freistehend | Wiener Flur – Basler Gasse 50-66 Standort                                              | Robert Stieg               | ca. 1980           | Zwei Paare von Stahlbögen, die jeweils einseitig in Beton eingespannt sind | Standort: Siebenhirten |
| ja   | Datei hochladen | Skulptur „Im Park, Teil vom Ganzen“ ID: 78634                                                         | Profanplastiken/Kunst am Bau freistehend | Wiener Flur – Basler Gasse 50-66 Standort                                              | Gert Linke                 | 1983               | Auf einer Bank stehende und sitzende Stahlfiguren | Standort: Siebenhirten |
| ja   | Datei hochladen | Hl. Florian ID: 47513                                                                                 | Sakrale Kleindenkmäler                   | Willergasse 49 Standort                                                                |                            | Mitte 18. Jh.      | Statue des hl. Florian auf einem barock geschwungenen Sockel, der auf einem Sockel aus Quadersteinen ruht | Standort: Schräg gegenüber von Willergasse 49 – beim Aufgang zum Rodauner Kirchplatz                                       |
| ja   | Datei hochladen | Hl. Josef ID: 47518                                                                                   | Sakrale Kleindenkmäler                   | Willergasse 49 Standort                                                                |                            | Mitte 18. Jh.      | Statue des hl. Josef mit Kind im Arm auf einem barock geschwungenen Sockel, der auf einem Sockel mit Quadersteinen ruht | Standort: Schräg gegenüber von Willergasse 49 – beim Aufgang zum Rodauner Kirchplatz                                       |
| ja   | Datei hochladen | Vasen ID: 47509                                                                                       | Profanplastiken/Kunst am Bau freistehend | Willergasse 55 Standort                                                                |                            |                    | Sekundäraufstellung zweier barocker Vasen links und rechts des Weges im Garten des Schlosses Rodaun | Standort: Im unteren Teil des Parks des Instituts Sancta Christian                                                         |
| ja   | Datei hochladen | Christusstatue ID: 47510 HERIS-ID: 111955 Objekt-ID: 129993                                           | Sakrale Kleindenkmäler                   | Willergasse 55 Standort                                                                |                            | 1898               | Überlebensgroße Christusstatue mit Herz-Jesu-Motiv im Garten des Schlosses Rodaun auf einem profilierten und verzierten Sockel | Standort: Im Park des Instituts Sancta Christiana                                                                          |
| ja   | Datei hochladen | Lourdesgrotte ID: 47511 HERIS-ID: 111956 Objekt-ID: 129994                                            | Sakrale Kleindenkmäler                   | Willergasse 55 Standort                                                                |                            |                    | Zweiteilige Grotte im Garten des Schlosses Rodaun, die Marienstatue im größeren Teil trägt einen Heiligenschein, der aus dem Schriftzug Ego sum Immaculata Conceptio besteht | Standort: Im unteren Teil des Parks des Instituts Sancta Christiana                                                        |
| ja   | Datei hochladen | Solidaritätserfolg ID: 41397                                                                          | Profanplastiken/Kunst am Bau freistehend | Zeleznygasse 1 / Pfarrgasse 61 Standort                                                | Ludwig Gris                | 1982               | Eisenskulptur | Standort: Inzersdorf, Wohnhausanlage                                                                                       |
| ja   | Datei hochladen | Bildstock (Hl. Georg) ID: 47514                                                                       | Sakrale Kleindenkmäler                   | gegenüber Zemlinskygasse 67 Standort                                                   |                            | 1873               | Der einfache flache Holzkasten mit dem Bild des hl. Georg unter einem weit ausladendem Satteldach auf einem Holzpfahl ist ein Beispiel alpiner Bildstockformen im Wiener Stadtgebiet. | Standort: Beim Weg in die Weingärten                                                                                       |
| ja   | Datei hochladen | Bildstock ID: 47531                                                                                   | Sakrale Kleindenkmäler                   | gegenüber Zemlinskygasse 57 / 61 Standort                                              |                            |                    | Der Holzkasten mit Herz-Jesu-Bild unter einem Satteldach auf einem schmalen Betonpfahl ist ein Beispiel alpiner Bildstockformen im Wiener Stadtgebiet. | Standort: Am Rand des Weingartens                                                                                          |